# Équipe d'Ouganda féminine de football
Cet article traite de l'équipe féminine. Pour l'équipe masculine, voir Équipe d'Ouganda de football.
Maillots
L'équipe d'Ouganda féminine de football est l'équipe nationale qui représente l'Ouganda dans les compétitions internationales de football féminin. Elle est gérée par la Fédération d'Ouganda de football.
L'Ouganda joue son premier match officiel le 29 mars 1998 contre l'Égypte (match nul 1-1) dans le cadre des qualifications pour le Championnat d'Afrique de football féminin 1998. Les Ougandaises participent à la phase finale du Championnat d'Afrique de football féminin 2000, mais elles ne passent pas le premier tour. Elles n'ont en revanche jamais pris part à la Coupe du monde ou aux Jeux olympiques.
L'équipe  remporte le Championnat féminin du CECAFA en 2022, termine deuxième du Championnat féminin du CECAFA en 2018, troisième du Championnat féminin du CECAFA en 2019 et 2025, quatrième du Championnat féminin du CECAFA en 2016 et troisième du Championnat féminin de la COSAFA en 2018.

## Classement FIFA
| Année              | 2012 | 2013 | 2014 | 2015 | 2016 | 2017 | 2018 | 2019 | 2020 |
| ------------------ | ---- | ---- | ---- | ---- | ---- | ---- | ---- | ---- | ---- |
| Classement mondial | 131  | 118  | 133  | 141  | 124  | 111  | 141  | 142  | 146  |

## Palmarès

### Parcours enCoupe du monde
- 1991 : Non inscrite
- 1995 : Non qualifiée
- 1999 : Non qualifiée
- 2003 : Non qualifiée
- 2007 : Non qualifiée
- 2011 : Non qualifiée
- 2015 : Non qualifiée
- 2019 : Non qualifiée
- 2023 : Non qualifiée

### Parcours auxJeux olympiques d'été
- 1996 : Non qualifiée
- 2000 : Non qualifiée
- 2004 : Non qualifiée
- 2008 : Non qualifiée
- 2012 : Non qualifiée
- 2016 : Non qualifiée
- 2020 : Non qualifiée

### Coupe d'Afrique des nations
- 1991 : Non qualifiée
- 1995 : Non qualifiée
- 1998 : Non qualifiée
- 2000 : 1er tour
- 2002 : Non qualifiée
- 2004 : Non qualifiée
- 2006 : Non qualifiée
- 2008 : Non qualifiée
- 2010 : Non qualifiée
- 2012 : Non qualifiée
- 2014 : Non qualifiée
- 2016 : Non qualifiée
- 2018 : Non qualifiée
- 2022 : 1er tour